# 大臣
大臣（だいじん）は、本来は皇帝や国王などを輔弼して国政を司る重要官職だが、今日では一般的に君主制か共和制かにかかわらず、政府を構成し、各行政部門の長に位置する官職の日本語訳として用いられる。閣僚とも呼ばれる。

## 漢字文化圏の職名
漢字文化圏の国の大臣に相当する官名は「部長」「長官」「相」などである。「大臣」と訳さず原語で表記することも多い。たとえば中華人民共和国外交部長を「外相」と略すことは多い。しかし「外務大臣」と意訳されることは少なく、そのまま「外交部長」とされることが多い。ただし、日本国は中華民国（台湾）を承認していないことから、中華民国行政院の閣僚は「～相」と略されることも日本の報道では稀で、原語のまま「～部長」と呼ばれることが多い。

### 日本
古代律令制においては、大臣と称される朝廷の最高官職は、太政大臣・左大臣・右大臣、のちに令外の官である内大臣が加わって4名のみであり、これが太政官を統括し、その下の八省の長官は卿と称した。
明治憲法は国務大臣について「国務各大臣ハ天皇ヲ輔弼シ其ノ責ニ任ス」（第55条第1項）、「凡テ法律勅令其ノ他国務ニ関スル詔勅ハ国務大臣ノ副署ヲ要ス」（同条第2項）と定めるのみで内閣制度については、内閣官制によって規定されていた。内閣総理大臣もそれによって規定されていたが、国務大臣の中において「同輩中の首席」の立場を占めるにすぎず、他の国務大臣の罷免などはできなかった。また、国務大臣とは別に内大臣と宮内大臣が置かれた。
今日の日本では、日本国憲法が内閣及びこれを構成する内閣総理大臣その他の国務大臣について規定している（第66条第1項他）。法律の規定に基づく各省主任の大臣、あるいは内閣官房長官・内閣府特命担当大臣等の大臣は、すべて国務大臣の中から命ぜられることとなっている。なお、イギリスなどの内閣制度では閣議に参加しない大臣（閣外大臣）を閣内大臣の下に設けているが、日本には閣外大臣は存在しない。国務大臣は内閣総理大臣から任命された上で天皇から認証され（第68条第1項、第7条第5号）、さらに各省大臣・特命担当大臣として内閣総理大臣から補職の辞令を受けて担当事務を命ぜられる。ただ、内閣は一体として法律の執行、国務の総理、外交関係の処理、予算の作成・提出等及び一般行政事務を行うこととなっており（第73条）、閣議の成員である各国務大臣は、その担当いかんにかかわらず、国務・外交・行政全体を評議することができる。また、専ら国務大臣としての職務すなわち閣議の評議・議決に加わるだけで、行政事務の担当を命じられない無任所国務大臣の存在も妨げられない。
内閣総理大臣を「首相」、○○省（○○は省名及びその略称）の主任の大臣を「○○相」とも略称する。さらに、伝統的に法務大臣を「法相」、外務大臣を「外相」、農林水産大臣を「農相」とも略するが、2001年の中央省庁再編後に新たに誕生した総務大臣の場合に「総相」、同じく財務大臣の場合に「財相」と略称するような慣習は現在のところ見られない。
日本の国務大臣の英訳は「Minister of State」、大臣名の英訳は「Minister」で統一されている。

### 中国
歴史的には、六部の長官は尚書であった。清では軍機大臣が置かれたが、これは六部の長官ではなく、皇帝の秘書官である。また欽差大臣も置かれたが、これは特命事項の担当官であり、後に特命全権公使に相当する職ともなる。
相は歴史的には相国、丞相として、宰相に相当する職の名称に用いられている（記事中国の宰相参照）。しかし、閣僚相当の職名には用いられなかった。漢代には諸侯国の宰相相当の職としても相が置かれた。
清末に責任内閣制が導入されると閣僚の官名として大臣、尚書などが用いられた。共和制移行後は当初総長、その後部長と称した。諸外国の閣僚を中国語で呼称するときは原語にかかわらず共和制であれば部長、君主制であれば大臣という訳し分けが行われることが多い。

### ベトナム
ベトナム語ではベトナムを含めた全ての国の閣僚がBộ trưởng（部長）と呼ばれるがベトナムは漢字を全廃しているためベトナムの閣僚が日本語で部長と呼ばれることはほとんどない。

### 韓国
大韓民国でも閣僚の官名に長官（장관）という呼称が採られている。長官と呼ばれるのは「外交部長官」をはじめとした閣僚に原則として限られる。

## 非漢字文化圏の職名

### 欧米圏
君主制に限らず、共和制の諸国であっても、各行政機関の長を「○○大臣」（○○はその行政機関名）と訳すことがある。もっとも、アメリカ合衆国に限っては、「Secretary of Defense」は「アメリカ合衆国国防長官」と訳すように、古くより「長官」が訳語として用いられている。
イギリスの「Secretary of State for Defence」はイギリスの「国防大臣」と訳す（日本の「防衛大臣」（国務大臣）は、「Minister of Defense」と英訳する）。
ただし、内閣の長の場合は「首相」が訳語として多く用いられ、たとえばイギリスの「Prime Minister」は「イギリスの首相」、イタリアの「Presidente del Consiglio dei Ministri（閣僚評議会議長）」は「イタリアの首相」と訳される。「内閣総理大臣」は日本の内閣の長にのみ用いられるのが普通である。
Ministerやそれに相当する欧州語は、古フランス語の Ministre から派生した語であり、原義は召使である。なお公使や、教会の役職名などにも用いられる語である。
ソビエト連邦では、当初人民委員（コミッサール）を閣僚相当の役職として置いたが、後の（Министр）は日本語訳では大臣とされていた。

### 独立を承認されていない政権
パレスチナ自治政府の閣僚は独立国同様にMinisterと称しているが、日本政府は独立を承認していないため「庁長官」の語をあてている。

### 連邦制の州
インドやドイツなど連邦制を採る国の州政府では、行政部局の長の官名として連邦政府と同格の大臣の語が用いられていることが多い。

## 各国の大臣

### イギリス
常に閣議に出席できる地位にあるSecretary of Stateを「閣内大臣」、Minister of Stateを「閣外大臣」と訳し分けている。

### オーストラリア
常に閣議に出席するを閣内大臣（Inner Ministers）と、所掌が議論される場合にのみ閣議に出席する閣外大臣（Outer Ministers）と訳し分けている。

### フランス
フランスの閣僚には行政各部の大臣（Ministre）と、その指揮下にある担当大臣（Ministre delegue）及び閣外大臣（Secreaire d'Etat）の3種類がある。